# Carduus myriacanthus
Carduus myriacanthus là một loài thực vật có hoa trong họ Cúc. Loài này được Salzm. ex DC. mô tả khoa học đầu tiên năm 1838.